# 小行星5225
小行星5225（英語：5225 Loral）是一颗围绕太阳公转的小行星。1983年10月12日，愛德華·鮑威爾在可可尼诺县发现了此天体。
这颗小行星的绝对星等为283.4361047112778等。